# Reidar Liaklev
Reidar Kristofer Liaklev (* 15. Juli 1917 in Jaren, Kommune Gran, Oppland; † 1. März 2006 ebenda) war ein norwegischer Eisschnellläufer.
Bei den ersten Olympischen Winterspielen nach dem Zweiten Weltkrieg, 1948 in St. Moritz, wurde Liaklev Olympiasieger über 5000 Meter. Knapp zwei Wochen danach wurde er Europameister im Mehrkampf. 1950 wurde er Vizeeuropameister im Mehrkampf.

## Erfolge
- 1948 Goldmedaille über 5000 m, Europameister (Mehrkampf)
- 1950 Vizeeuropameister (Mehrkampf)